# Đóng cửa chính phủ Hoa Kỳ
Đóng cửa chính phủ, trong nền chính trị Hoa Kỳ, là tình thế mà chính phủ phải tạm thời ngừng cung cấp một số dịch vụ công ích không thiết yếu. Tình huống này có thể xảy ra khi không đạt được một thỏa thuận về ngân sách hoạt động của chính phủ giữa Quốc hội và Tổng thống, dẫn tới thiếu ngân sách cho một số cơ quan chính phủ hoạt động.
Khi những dịch vụ công ích bị tạm thời ngừng cung cấp, những công chức, viên chức và người lao động khác ở các bộ phận này có thể bị tạm ngừng trả lương. Danh sách những dịch vụ công ích trong diện có thể bị tạm ngừng cung cấp do Văn phòng Quản lý và Ngân sách quy định. Trong quá khứ, các hoạt động sau đây từng bị ngừng: thư viện công cộng và công viên công cộng thuộc phạm vi quản lý của chính quyền liên bang, dịch vụ cấp hộ chiếu.
Kể từ năm 1976 tới nay, Chính phủ Mỹ từng "đóng cửa" 17 lần. Lần lâu nhất là 35 ngày (22 tháng 12 năm 2018 đến 25 tháng 1 năm 2019) và một số lần chỉ đóng cửa trong đúng 1 ngày. Chính quyền Gerald Ford đóng cửa chính phủ 1 lần. Chính quyền Jimmy Carter đã đóng cửa chính phủ 4 lần. Chính quyền Ronald Regand đóng cửa chính phủ 8 lần. Chính quyền George H.W. Bush đóng cửa chính phủ 1 lần. Chính quyền Bill Clinton đóng cửa chính phủ 2 lần. Chính quyền George W. Bush không đóng cửa chính phủ lần nào. Hiện tại, giữa chính quyền Barack Obama và Hạ nghị viện do Đảng Cộng hòa kiểm soát đang có bất đồng về quy mô ngân sách cho chương trình Obamacare, dẫn đến vụ đóng cửa chính phủ liên bang Hoa Kỳ năm 2013. Gần đây nhất, là đợt đóng cửa chính phủ 35 ngày 2018–2019 trong suốt nhiệm kỳ của Donald Trump—được xem là đợt đóng cửa lâu nhất trong lịch sử Hoa Kỳ—bởi bất đồng về tổng số tiền tài trợ cho bức tường biên giới Mỹ–Mexico. Các phương tiện thông tin đại chúng đang dự báo khả năng chính phủ đóng cửa trong năm ngân sách tiếp theo.
Việc đóng cửa chính phủ làm gián đoạn các chương trình và dịch vụ của chính phủ, gây mất doanh thu trong các lĩnh vực cụ thể như hợp đồng chính phủ, dịch vụ du lịch và hàng không, giảm đáng kể tăng trưởng kinh tế và tăng chi phí cho chính phủ do mất lao động và cuối cùng là khởi động lại các hoạt động liên bang.